# 戸塚陸
戸塚陸（とづか　りく）はライトノベル作家。第31回ファンタジア大賞にて「ギャルのパンツとペンタブレット」（書籍化時のタイトルは『オタビッチ綾崎さんは好きって言いたい』）で銀賞を受賞し、富士見ファンタジア文庫から2019年1月に刊行され書籍化デビューした。

## 作品リスト
富士見ファンタジア文庫
- 『オタビッチ綾崎さんは好きって言いたい』（挿絵：風の子、全1巻）
- 『俺がラブコメ彼女を絶対に奪い取るまで。』（挿絵：昆布わかめ、全2巻）
- 『放課後の聖女さんが尊いだけじゃないことを俺は知っている』（挿絵：たくぼん、全4巻）

電撃文庫
- 『未練タラタラの元カノが集まったら』（挿絵：ねいび、既刊1巻）
- 『【恋バナ】これはトモダチの話なんだけど 〜すぐ真っ赤になる幼馴染の大好きアピールが止まらない〜』（挿絵：白蜜柑、既刊2巻）
- 『君のガチ恋距離にいてもいいよね? 〜クラスの人気アイドルと気ままな息抜きはじめました〜』（挿絵：ただのゆきこ）